# Питерсон, Дастин
Дастин Аллен Питерсон (англ. Dustin Allen Peterson; род. 10 сентября 1994, Финикс) — американский бейсболист, аутфилдер клуба Главной лиги бейсбола «Детройт Тайгерс».

## Карьера
Дастин Питерсон родился 10 сентября 1994 года в Финиксе. У него есть старший брат Ди Джей, также бейсболист. В 2013 году Дастин окончил старшую школу Гилберта, после чего получил предложение спортивной стипендии в университете штата Аризона. На драфте Главной лиги бейсбола того же года он был выбран клубом «Сан-Диего Падрес» под общим пятидесятым номером и решил начать профессиональную карьеру. 
В 2013 году Питерсон играл в фарм-клубе «Падрес» в Аризонской лиге. Он выходил на поле на позиции игрока третьей базы, отбивал с показателем 29,3 %, но не лучшим образом играл в защите, допустив четырнадцать ошибок в тридцати одной игре. Сезон 2014 года Дастин провёл в составе «Форт-Уэйн Тин Кэпс», отбивая с показателем 23,3 %, выбив тридцать один дабл и десять хоум-ранов. В декабре «Падрес» обменяли его, питчера Макса Фрида, аутфилдера Маллекса Смита и шортстопа Джейса Питерсона в «Атланту Брэйвз» на Джастина Аптона. 
После перехода в «Брэйвз» Питерсона перевели на позицию аутфилдера. Сезон 2015 года он начал в составе «Каролины Мад Кэтс», хорошо проявлял себя в нападении. Затем автобус команды попал в аварию. Дастин из-за полученных травм пропустил две с половиной недели, а вернувшись на поле не сумел снова набрать форму. В начале 2016 года руководство «Атланты» перевело его в состав «Миссисипи Брэйвз». Домашний стадион клуба является одним из самых сложных для отбивающих в младших лигах, но Питерсон в играх чемпионата отбивал с показателем 28,2 % и выбил двенадцать хоум-ранов.
В 2017 году он провёл восемьдесят семь игр в ААА-лиге за «Гуиннетт Брэйвз», пропустив остальную часть сезона из-за травмы. В мае 2018 года Дастин был переведён в основной состав «Атланты», заменив травмированного Рональда Акунью, и дебютировал в Главной лиге бейсбола. Он сыграл в двух матчах, а затем снова был отправлен в «Гуиннетт». В ААА-лиге до конца сезона Питерсон провёл сто семь игр. В начале сентября руководство клуба выставило его на драфт отказов, чтобы снова иметь возможность задействовать игрока в фарм-системе, но оттуда Дастина забрал «Детройт».